# Костино (Киров)
Костино — поселок в Кировской области. Входит в состав муниципального образования «Город Киров». Административно подчиняется Октябрьскому району города Киров.

## География
Расположен в пригородной зоне Кирова примерно в 9 км к западу от железнодорожного вокзала Киров-Котласский. Через посёлок проходит автодорога Киров — Садаковский — Костино — Бахта — Русское.

## История
Известен с 1671 года как починок на Быстрицкой дороге с 1 двором, в 1764 (уже деревня) 58 жителей, в 1802 7 дворов. В 1873 году здесь (деревня На Быстрицкой дороге или Огородниковская, Костино) дворов 8 и жителей 82, в 1905 (деревня На Быстрицкой дороге 2-я или Костины) 13 и 136, в 1926 (Костины) 20 и 79, в 1950 19 и 75, в 1989 (уже посёлок) 2944 человека.

## Население
| 2002 | 2010  | 2021  |
| ---- | ----- | ----- |
| 3575 | ↗3831 | ↘3362 |

Национальный состав (2002 г.): русские — 98 %.